# Statsman
Statsman avser i regel en framstående politiker eller dito hög ämbetsman med en lång och respekterad nationell och internationell karriär bakom sig, och som kan höja sig över de interna partistriderna i ett land och förmår företräda sitt land som helhet. Ordet används ibland i vidare bemärkelse, liktydigt med politiker.

## Citat
- Harry S. Truman -- "En politiker är en man som förstår statsmakten. En statsman är en politiker som har varit död i femton år."
- Henry Kissinger -- "Statsmannens plikt är att överbrygga gapet mellan erfarenhet och vision."
- Milton Friedman -- "En mans opportunism är en annan mans statsmannaskap."
- William Gladstone -- "Politikern tänker på nästa val, statsmannen på nästa generation."
- Winston Churchill -- "En statsman måste kunna säga vad som ska göras. Och efteråt måste han kunna förklara varför det inte blev gjort."